# Evelyn Regner
Evelyn Regner (nascida em 24 de janeiro de 1966) é uma política austríaca e membro do Parlamento Europeu da Áustria. Ela é membro do Partido Social-Democrata da Áustria, parte da Aliança Progressista dos Socialistas e Democratas.

## Carreira política

### Membro do Parlamento Europeu
As suas funções durante a 7.ª legislatura do Parlamento Europeu incluíram as de vice-presidente da Comissão dos Assuntos Jurídicos (JURI), membro suplente da Comissão do Emprego e dos Assuntos Sociais (EMPL), membro suplente da Comissão dos Assuntos Constitucionais (AFCO), membro da Delegação para as Relações com os Países da Comunidade Andina e membro suplente da Delegação em Israel. Para além das suas atribuições nas comissões, Regner foi membro do Comité Consultivo sobre a Conduta dos Deputados do Parlamento Europeu de 2012 a 2014.
Após ter sido reeleita em 2014, Regner foi nomeada coordenadora da Comissão dos Assuntos Jurídicos do grupo S&D, membro suplente da Comissão do Emprego e dos Assuntos Sociais e membro suplente da Comissão das Mulheres Direitos e Igualdade de Género (FEMM). Além disso, é membro da Delegação para as Relações com os Países da Comunidade Andina, do Intergrupo Sindical, da Delegação à Assembleia Parlamentar Euro-Latino-Americana e membro suplente da Delegação da Comissão Parlamentar Mista UE-Chile. Além disso, ela foi eleita membro da Comissão Parlamentar Especial de Deliberação Tributária (TAXE) em fevereiro de 2015. Além das suas atribuições nas comissões, Regner é membro do Intergrupo do Parlamento Europeu para o Saara Ocidental.